# Marian Kotleba
Marian Kotleba (pronunciado «Kótleba»; nacido el 7 de abril de 1977) es un político eslovaco y líder del partido político de extrema derecha y neonazi Kotlebistas - Partido Popular Nuestra Eslovaquia.
Fue gobernador de la región de Banská Bystrica entre 2013 y 2017. Fue candidato en las elecciones presidenciales de 2019, en las que terminó cuarto.

## Biografía

### Primeros años
Nacido en Banská Bystrica en lo que entonces era Checoslovaquia, Kotleba asistió a la Escuela Secundaria Industrial Jozef Murgaš y posteriormente a la Escuela Gramatical Deportiva de Banská Bystrica. De ahí pasó a la Universidad Matej Bel, obteniendo una maestría en pedagogía, y se volvió a matricular en la misma universidad, esta vez en la facultad de Ciencias Económicas, obteniendo una nueva maestría en Económicas.

### Trayectoria política
En 2003, Kotleba fundó el partido ultraderechista Hermandad Eslovaca (en eslovaco: Slovenská Pospolitosť). En 2007, el ministro eslovaco de Interior prohibió al partido concurrir y hacer campaña en comicios, aunque sin embargo pudo seguir funcionando como organización civil. En 2009, Kotleba se presentó para gobernador de la región de Banská Bystrica, recibiendo el 10% de los votos. En las elecciones locales de 2013 se volvió a presentar y obtuvo cerca del 20% de los votos, asegurándose así una segunda vuelta contra el favorito Vladimír Maňka. Kotleba ganó la segunda vuelta con el 55% de los votos.
Los analistas políticos describieron la victoria de Kotleba como un «shock», y la atribuyeron al profundo sentimiento antigitano que hay en la región.
Antes de las parlamentarias de 2016, renombró el Partido Nacional Nuestra Eslovaquia (en eslovaco: Ľudová strana Naše Slovensko) anteponiéndole su propio apellido. A pesar de que los sondeos pronosticaban una subida de entre 1.5 y 3.5 puntos porcentuales, la subida fue de más de 8 puntos. A pesar de contener elementos neonazis, los sondeos postelectorales sugieren que su éxito se debió a la insatisfacción con la gestión del país, por lo que se trataría de un voto de castigo contra el partido gobernante Dirección-Socialdemocracia y la derecha fragmentada. También se ligó a la caída del Movimiento Demócrata Cristiano y a la crisis de los refugiados en Europa.[cita requerida]
Fue derrotado en las regionales de 2017 por el candidato independiente Ján Lunter.

## Posturas políticas

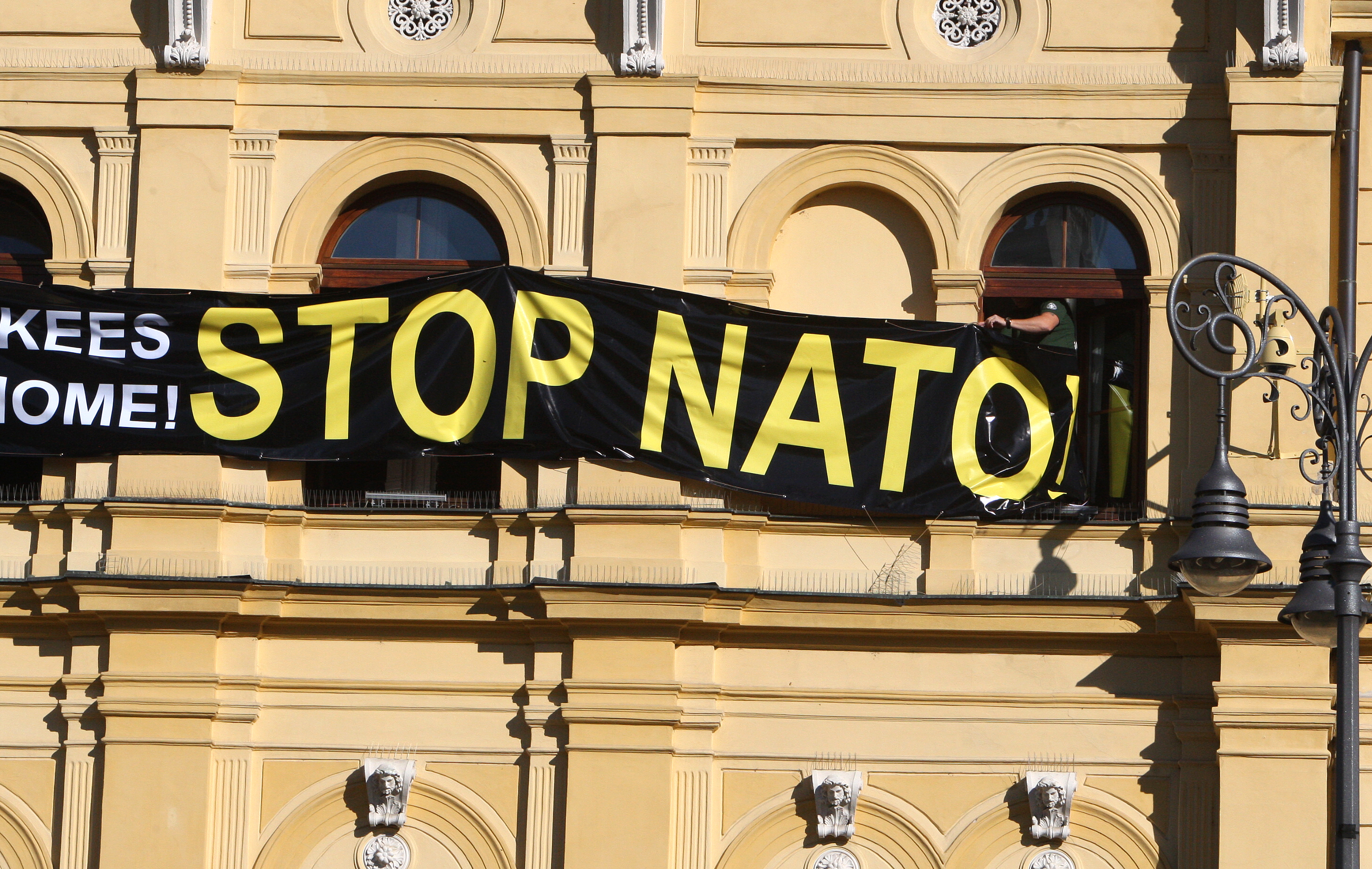
Pancarta desplegada por Kotleba en un edificio de Banská Bystrica, con el mensaje en inglés ‘Yankees go home! Stop NATO!’

Kotleba ha mostrado su apoyo a Jozef Tiso y a la Primera República Eslovaca, y su abierta oposición a los gitanos, el Levantamiento Nacional de 1944, la OTAN, los Estados Unidos y la Unión Europea. De acuerdo con Hospodárske noviny, su postura acerca del Holocausto no está clara. La BBC y The Economist lo han calificado de neonazi. Kotleba se ha caracterizado por difundir la teoría conspirativa del Gobierno de Ocupación Sionista y ha descrito a los judíos como «diablos con piel humana».
Kotleba ha sido acusado de mostrar simpatía hacia un movimiento que pretende suprimir derechos y libertades fundamentales, por haber donado a causas solidarias la cantidad de 1488 €, un número con connotaciones neonazis. El 12 de octubre de 2020 fue condenado a 4 años de prisión por apologia del Nazismo.
Kotleba ha recibido críticas negativas por parte de los medios eslovacos y extranjeros debido a sus opiniones políticas. Medios tales como Pravda, Denník SME y Aktuality lo han calificado de «extremista», «fascista» y «neonazi».

## Resultados electorales
| Elección | Primera ronda | Primera ronda | Primera ronda | Primera ronda |
| Elección | Votos         | %             | Puesto        | Resultado     |
| -------- | ------------- | ------------- | ------------- | ------------- |
| 2019     | 222 935       | 10,39         | 4.º           | Derrota       |